# امواج لمب
در مکانیک امواج، امواج لمب (انگلیسی: Lamb waves) به امواجی گفته می‌شود در صفحات یا کره‌های جامد منتشر می‌شوند. این امواج از نوع کشسانی است و حرکت ذرات آن در صفحه‌ای است که جهت انتشار موج را در بر می‌گیرد و جهت آن عمود بر صفحه است. در سال ۱۹۱۷، هوراس لمب ریاضی‌دان انگلیسی تحلیل کلاسیک و توصیف خود از این نوع امواج صوتی را منتشر کرد. در این تحلیل خواص آنها کاملاً پیچیده بود. یک محیط بی‌نهایت فقط از دو حالت موجی پشتیبانی می‌کند که با سرعت‌های منحصر به فرد حرکت می‌کنند؛ اما صفحات دو مجموعه بی‌نهایت از حالت‌های موج لمب پشتیبانی می‌کنند که سرعت آن به رابطه بین طول موج و ضخامت صفحه بستگی دارد.
از دهه ۱۹۹۰، به لطف افزایش سریع و در دسترس بودن قدرت محاسباتی، درک و استفاده از امواج لمب بسیار پیشرفت کرده‌است. از آن زمان، فرمول‌های نظری لمب به ویژه در زمینه آزمایش‌های غیر مخرب، کاربرد عملی قابل توجهی پیدا کرده‌اند.
اصطلاح امواج ریلی–لمب، موج ریلی را در بر می‌گیرد که نوعی موج است که در امتداد یک سطح منتشر می‌شود. هر دو موج ریلی و لمب، توسط خواص کشسانی سطح یا سطوحی که آنها را هدایت می‌کند، محدود می‌شوند.